# إد ليندسي
إد ليندسي (بالإنجليزية: Ed Lindsey)‏ هو سياسي أمريكي، ولد في 5 ديسمبر 1958 في أتلانتا في الولايات المتحدة. حزبياً، نشط في الحزب الجمهوري. وقد انتخب عضو مجلس نواب جورجيا.